# 山地草原和灌丛

山地草原和灌丛的范围

山地草原和灌丛（英語：montane grasslands and shrublands）是世界自然基金会定义的一个生物群系。该种生物群系包括世界各地的高海拔草原和灌木丛。生物群系名称中的“山地”（montane）一词是指“高海拔”，而非生态学中一般的指林木線以下区域。
该生物群系包括高海拔（山地）草地和灌木丛，包括南美洲的普纳草地和帕拉莫（páramo，高山稀疏草地）、新几内亚和东非的亚高山荒地、青藏高原的草原以及世界各地其他类似的亚高山栖息地。
热带山地帕拉莫中的植物和动物对凉爽、潮湿的环境和强烈的阳光表现出了惊人的适应能力。在世界各地，这类栖息地中的特色植物表现出莲座状结构、蜡质表面和多毛等特征。
安地斯山脈北部的帕拉莫是这种栖息地类型最广泛的例子。尽管安第斯山脉生态区域中的生物区最为多样化，但热带地区中，每个这样的生态系统都是独特的。东非的荒地和高沼地（例如乞力马扎罗山、肯尼亚山、鲁文佐里山脉）、婆罗洲的京那巴鲁山和新几内亚中部山脉都大小有限、相对独立，并支持着地方特有植物和动物。
较干燥的亚热带山地草原、稀树草原和林地包括衣索比亞高原、赞比西亚山地草原和林地，以及非洲东南部的山地栖息地。
青藏高原的山地草原仍然能支持藏羚羊（Pantholops hodgsoni）和藏野驴、亚洲野驴（Equus hemionus）相对不受干扰地进行迁徙。许多热带帕拉莫的独特之处，在于其中有属于各种不同植物科的巨型莲座植物，例如半边莲（非洲）、普亚（南美）、桫椤（新几内亚）和剑叶菊（夏威夷）。这些植物形态可能出现在海拔4,500—4,600（14,800—15,100英尺）的高度。